# American Buffalo
American Buffalo és una pel·lícula estatunidenca, dirigida per Michael Corrente i estrenada l'any 1996. Ha estat doblada al català.
Pel·lícula basada en l'obra teatral del mateix títol de David Mamet.

## Argument
Donny (Dennis Franz) és propietari d'una mísera botiga al centre de la ciutat, on es reuneix cada dia amb els seus dos amics i fa plans per al futur. Teach (Dustin Hoffman) és massa curt o obcecat per reconèixer el que la vida li ha donat, i no fa més que queixar-se. Bobby (Sean Nelson) és un adolescent que no aprofita les experiències que li expliquen els altres dos i que li podrien ser útils, ja que és l'únic d'ells que encara té ocasió d'orientar la seva vida de forma positiva. De tot això surt un pla que cadascú veu de manera diferent.

## Repartiment
- Dustin Hoffman: Teach
- Dennis Franz: Donny
- Sean Nelson: Bobby

## Crítica
- "Brillants diàlegs"[3]
- "Sobre un gairebé mític text de Mamet, Hoffman i Franz broden un perfecte i absorbent estudi de caràcters"[4]
- "Corrente adapta amb exquisida correcció un apassionant text de Mamet en aquest treballat estudi de caràcters protagonitzat a la perfecció per Hoffman, acompanyat d'un no menys impressionant Franz. (...) Amb moltíssim encant"[5]

## Banda sonora
Tracks
1. Classical Money (1:33)
2. Bobby (:54)
3. What Kind Of This (2:10)
4. Jaw (1:11)
5. Bobby Bobby Bobby Bobby (1:22)
6. King High Flush (1:01)
7. Nothing Out There - Thomas Newman and Rick Cox (1:25)
8. Chump Change (1:17)
9. The Guy (1:20)
10. Tails You Lose (2:43)
11. Different Species (:33)
12. Stranded - Bill Bernstein (1:08)
13. Threesome (2:24)
14. Post-Modern Eve (:46)
15. Doomed Relationships (1:29)
16. Sacred Vows (1:36)
17. Concupiscence (:49)
18. Leprechaun (2:03)
19. Drive Away (1:09)